# Parafia Matki Bożej Różańcowej w Zabłociu
Parafia pod wezwaniem Matki Bożej Różańcowej w Zabłociu – parafia rzymskokatolicka znajdująca się w Zabłociu. Należy do dekanatu Strumień diecezji bielsko-żywieckiej.
Wyodrębniła się z parafii w Strumieniu 28 listopada 1999. W 2005 zamieszkiwało ją ponad 1200 katolików.